# 天樂嗩吶協奏曲
《天樂嗩吶協奏曲》，朱踐耳於1988年完成的嗩吶協奏曲，1989年由劉英於上海文化藝術節首演。為一首「現代交響作品」，標題「天樂」指「天然的樂趣」。此曲須運用「借字」、「偷氣」、「破宮音」、「循環換氣」、「簫音」等高技巧演奏。